# Gerhard Heuer
Gerhard Heuer (* 30. Dezember 1908 in Berlin; † 10. November 1999) war ein deutscher Steuerjurist (Fachanwalt für Steuerrecht) sowie Herausgeber des Einkommensteuerkommentars Herrmann/Heuer/Raupach.

## Leben
Heuer wurde am 30. Dezember 1908 in Berlin geboren. Nach dem Jurastudium arbeitete er von 1937 bis 1939 in der Finanzverwaltung. Anschließend wurde er zum Kriegsdienst eingezogen und geriet dabei 1944 in Kriegsgefangenschaft. 1947 wieder entlassen, beantragte Heuer die Zulassung zum Rechtsanwalt. Daraufhin war er in einer großen Wirtschaftsprüfungsgesellschaft tätig. Ab 1951 übernahm er neben Rechtsanwalt Carl Herrmann die Federführung für den sogenannten Herrmann/Heuer, den heute führenden Großkommentar zur Einkommens- und Körperschaftssteuer. Dieser entstand aus der Zusammenlegung der seit 1926 erschienenen Kommentare von Alfons Mrozek zur Einkommensteuer und von Albert Kennerknecht zur Körperschaftssteuer. Heuers Schwerpunkt war der Bereich der Einkommensteuer, der er zur damaligen Zeit allein kommentierte. 1951 begann er mit 2 Bänden, 1974, als sich Heuer aus der Federführung des Kommentars zurückzog, umfasste allein der einkommensteuerliche Teil fünf Bände. Bereits 1969 hatte Heuer unbekannterweise dem damals noch jungen Rechtsanwalt Arndt Raupach die Mitarbeit in dem Großkommentar angeboten. Seit 1982 trägt deshalb der Kommentar auch den Titel Herrmann/Heuer/Raupach
| Personendaten    | Personendaten            |
| ---------------- | ------------------------ |
| NAME             | Heuer, Gerhard           |
| KURZBESCHREIBUNG | deutscher Steuerrechtler |
| GEBURTSDATUM     | 30. Dezember 1908        |
| GEBURTSORT       | Berlin                   |
| STERBEDATUM      | 10. November 1999        |